# Слюмп, Йитсе
Йитсе Слюмп (нидерл. Jitse Slump; род. 9 июля 1999, Ландграф) — нидерландский шашист, победитель командного чемпионата мира (2022, 2024) в составе сборной Нидерландов, серебряный призёр чемпионата мира (2025), серебряный призёр чемпионата Европы по международным шашкам 2022 и 2024 годов. Международный гроссмейстер (GMI).
Первые победы на национальном уровне одержал в 2008 году, опередив Яна Грунендейка. В этом же году дебютировал на международном уровне, на чемпионате Европы в возрастной группе Boys Hopes занял 7 место. В 2009 году завоевал свою первую медаль, победив в блице на чемпионате Европы в возрастной группе Boys Hopes. В 2012 году чемпионате Европы  завоевал серебро в возрастной группе Миникадеты. В 2014 году стал вторым в возрастной группе Кадеты. В 2015 году победил на чемпионате Европы  и чемпионате мира в этой возрастной группе. На следующий год на тех же турнирах становился вторым среди юниоров, а в 2017 году одержал победу на чемпионате Европы среди юниоров. 

## Статистика выступлений на чемпионатах мира и Европы

### Чемпионат мира
- 2019 (9 место)
- 2021 (9 место)
- 2023 (5 место)
- 2025 (2 место)

### Чемпионат Европы
- 2014 (37 место)
- 2016 (10 место)
- 2018 (6 место)
- 2022 (2 место)
- 2024 (2 место)